# Saison 2 de Drag Race France
La deuxième saison de Drag Race France est diffusée pour la première fois du 30 juin 2023 au 25 août 2023 sur France.tv Slash et France 2 en France et sur WOW Presents Plus à l'international.
Le 12 août 2022, l'émission est renouvelée pour sa deuxième saison. Les juges principaux sont Nicky Doll, Daphné Bürki et Kiddy Smile. Le casting est composé de onze candidates et est dévoilé le 1er juin 2023 sur les réseaux sociaux.
La gagnante de la saison reçoit un sceptre et une couronne de la part de Y’Paris d’une valeur de 40 000 euros, un an d’approvisionnement de maquillage chez MAC Cosmetics, un voyage d’une semaine à New York financé par Misterb&b et la couverture d’un numéro du magazine ELLE.
La gagnante de la saison est Keiona, avec Sara Forever comme seconde.

## Candidates
(Les noms et âges donnés sont ceux annoncés au moment de la compétition.)
| Candidate    | Âge | Résidence                         | Classement        |
| ------------ | --- | --------------------------------- | ----------------- |
| Keiona       | 31  | Paris, Île-de-France              | Gagnante          |
| Sara Forever | 33  | Bordeaux, Nouvelle-Aquitaine      | Seconde           |
| Mami Watta   | 24  | Saint-Denis, Île-de-France        | 3e place 4e place |
| Punani       | 32  | Paris, Île-de-France              | 3e place 4e place |
| Piche        | 27  | Arles, Provence-Alpes-Côte d'Azur | 5e place          |
| Cookie Kunty | 29  | Paris, Île-de-France              | 6e place          |
| Moon         | 31  | Genève, Suisse romande (Suisse)   | 7e place,         |
| Ginger Bitch | 44  | Nice, Provence-Alpes-Côte d'Azur  | 8e place          |
| Kitty Space  | 27  | Lyon, Auvergne-Rhône-Alpes        | 9e place          |
| Vespi        | 23  | Lille, Hauts-de-France            | 10e place         |
| Rose         | 32  | Paris, Île-de-France              | 11e place         |

## Progression des candidates
|              | Épisode | Épisode | Épisode | Épisode | Épisode | Épisode | Épisode | Épisode | Épisode        |
| 1            | 2       | 3       | 4       | 5       | 6       | 7       | 8       | 9       |                |
| ------------ | ------- | ------- | ------- | ------- | ------- | ------- | ------- | ------- | -------------- |
| Keiona       | HIGH    | HIGH    | HIGH    | HIGH    | WIN     | WIN     | HIGH    | HIGH    | GAGNANTE       |
| Sara Forever | WIN     | HIGH    | WIN     | LOW     | SAFE    | BTM2    | WIN     | WIN     | SECONDE        |
| Mami Watta   | SAFE    | LOW     | LOW     | SAFE    | SAFE    | HIGH    | HIGH    | LOW     | ÉLIMINÉE       |
| Punani       | HIGH    | SAFE    | SAFE    | WIN     | BTM2    | HIGH    | HIGH    | BTM2    | ÉLIMINÉE       |
| Piche        | SAFE    | WIN     | SAFE    | ELIM    |         |         | IN      | ELIM    | INVITÉE        |
| Cookie Kunty | SAFE    | BTM2    | BTM2    | SAFE    | HIGH    | WIN     | ELIM    |         | INVITÉE        |
| Moon         | SAFE    | SAFE    | SAFE    | HIGH    | HIGH    | QUIT    |         |         | MISS SYMPATHIE |
| Ginger Bitch | LOW     | HIGH    | HIGH    | BTM2    | ELIM    |         | OUT     |         | INVITÉE        |
| Kitty Space  | BTM2    | SAFE    | ELIM    |         |         |         | OUT     |         | INVITÉE        |
| Vespi        | SAFE    | ELIM    |         |         |         |         | OUT     |         | INVITÉE        |
| Rose         | ELIM    |         |         |         |         |         | OUT     |         | INVITÉE        |

 La candidate a remporté la deuxième saison de Drag Race France.
 La candidate est arrivée seconde.
 La candidate a été éliminée lors de la finale.
 La candidate a été élue Miss Sympathie.
 La candidate a gagné le maxi défi.
 La candidate a reçu des critiques positives des juges et a été déclarée sauve.
 La candidate a été déclarée sauve.
 La candidate a reçu des critiques négatives des juges mais a été déclarée sauve.
 La candidate a été en danger d’élimination.
 La candidate a été éliminée.
 La candidate a abandonné la compétition.
 La candidate a regagné la compétition.
 La candidate n'a pas regagné la compétition.

## Lip-syncs
| Épisode | Candidate                                                          | vs.                                                                | Candidate                                                          | Chanson                               | Artiste                                | Candidate éliminée |
| ------- | ------------------------------------------------------------------ | ------------------------------------------------------------------ | ------------------------------------------------------------------ | ------------------------------------- | -------------------------------------- | ------------------ |
| 1       | Kitty Space                                                        | vs.                                                                | Rose                                                               | 3SEX                                  | Indochine ft. Christine and the Queens | Rose               |
| 2       | Cookie Kunty                                                       | vs.                                                                | Vespi                                                              | Tout                                  | Lara Fabian                            | Vespi              |
| 3       | Cookie Kunty                                                       | vs.                                                                | Kitty Space                                                        | Monday, Tuesday... Laissez-moi danser | Dalida                                 | Kitty Space        |
| 4       | Ginger Bitch                                                       | vs.                                                                | Piche                                                              | Je vais vite                          | Lorie                                  | Piche              |
| 5       | Ginger Bitch                                                       | vs.                                                                | Punani                                                             | Le Dernier Jour du disco              | Juliette Armanet                       | Ginger Bitch       |
| 6       | Cookie Kunty vs. Keiona vs. Mami Watta vs. Punani vs. Sara Forever | Cookie Kunty vs. Keiona vs. Mami Watta vs. Punani vs. Sara Forever | Cookie Kunty vs. Keiona vs. Mami Watta vs. Punani vs. Sara Forever | Tu m'oublieras                        | Larusso                                | Aucune             |
| 7       | Cookie Kunty                                                       | vs.                                                                | Piche                                                              | Et alors !                            | Shy'm                                  | Cookie Kunty       |
| 8       | Piche                                                              | vs.                                                                | Punani                                                             | Une femme avec une femme              | Mecano                                 | Piche              |
| Épisode | Candidate                                                          | vs.                                                                | Candidate                                                          | Chanson                               | Artiste                                | Gagnante           |
| 9       | Keiona                                                             | vs.                                                                | Sara Forever                                                       | Titanium                              | David Guetta ft. Sia                   | Keiona             |

 La candidate a été éliminée après sa première fois en danger d’élimination.
 La candidate a été éliminée après sa deuxième fois en danger d’élimination.
 La candidate a été éliminée après sa troisième fois en danger d’élimination.
 La candidate a remporté le lip-sync final.

## Juges invités
Cités par ordre chronologique :
- Rahim Redcar, chanteur français[6] ;
- Nicola Sirkis, chanteur français[6] ;
- Zahia Dehar, mannequin franco-algérienne[7] ;
- Rossy de Palma, actrice espagnole[8] ;
- Loïc Prigent, journaliste de mode français[8] ;
- Amanda Lear, chanteuse et actrice française[9] ;
- Eddy de Pretto, chanteur français[9] ;
- Juliette Armanet, autrice-compositrice-interprète française[10] ;
- Barbara Butch, DJ et militante française[10] ;
- Christian Louboutin, styliste français[11] ;
- Léna Mahfouf, vidéaste web et influenceuse française[11] ;
- Virginie Despentes, écrivaine et réalisatrice française[12] ;
- Victor Weinsanto, créateur de mode français[12] ;
- Nicolas Huchard, chorégraphe français[13] ;
- La Zarra, autrice-compositrice-interprète maroco-canadienne[13].

### Invités spéciaux
Certains invités apparaissent dans les épisodes, mais ne font pas partie du panel de jurés.
Épisode 1
- Claude Cormier, chorégraphe français ;
- Jean Ranobrac, photographe français.

Épisode 2
- Les candidates de la première saison de Drag Race France.

Épisode 4
- Juda La Vidange, drag king français.

Épisode 6
- Bilal Hassani, chanteur français.

Épisode 8
- Lova Ladiva, drag queen française.

Épisode 9
- Elips, drag queen française ;
- Paloma, drag queen française.

## Épisodes
| Candidate | Cookie Kunty            | Ginger Bitch | Keiona  | Kitty Space | Mami Watta | Moon              | Piche       | Punani | Sara Forever | Vespi |
| Talent    | Théâtre de marionnettes | Stand-up     | Voguing | Lip-sync    | Lip-sync   | Lip-sync Peinture | Chant Danse | Sketch | Lip-sync     | Mime  |

| Rôle               | Présentatrices       | Présentatrices            | Intervieweuse                              | Présentatrice météo       | Coach sportive | Astrologue                  | Télé-achat                    | Chefs cuisinières             | Chefs cuisinières                            |
| Candidate          | Piche                | Punani                    | Sara Forever                               | Moon                      | Mami Watta     | Keiona                      | Kitty Space                   | Cookie Kunty                  | Ginger Bitch                                 |
| Référence à Dalida | 1977 Salma Ya Salama | 1985 Lunettes Alain Mikli | 1979 Monday, Tuesday... Laissez-moi danser | 1985 Lunettes Alain Mikli | 1976 Tico Tico | 1974 Robe Raquel par Azzaro | 1980 Comme disait Mistinguett | 1980 Comme disait Mistinguett | 1987/1997 Tombe et buste de Dalida par Aslan |

| Candidate  | Cookie Kunty    | Ginger Bitch       | Keiona       | Mami Watta  | Moon              | Piche                 | Punani      | Sara Forever    |
| Personnage | Johnny Hallyday | Victoria Silvstedt | Afida Turner | Shauna Sand | Brigitte Fontaine | Geneviève de Fontenay | Amanda Lear | Françoise Sagan |

| Candidate  | Cookie Kunty  | Ginger Bitch  | Keiona      | Mami Watta    | Moon  | Punani      | Sara Forever |
| Personnage | La narratrice | Esméral-doigt | Quasi-mollo | La boulangère | Mallo | Dragouillis | Dragouilla   |

| Candidate finaliste     | Keiona        | Mami Watta | Punani        | Sara Forever        |
| ----------------------- | ------------- | ---------- | ------------- | ------------------- |
| Victoire(s)             | 2             | 0          | 1             | 4                   |
| Épisode(s)              | Épisodes 5, 6 | —          | Épisode 4     | Épisodes 1, 3, 7, 8 |
| Risque(s) d'élimination | 0             | 0          | 2             | 1                   |
| Épisode(s)              | —             | —          | Épisodes 5, 8 | Épisode 6           |

## Audiences
Contrairement aux autres épisodes accessibles dès 18 heures sur France.tv mais diffusés en deuxième partie de soirée sur France 2, la finale de la saison sera diffusée le 25 août 2023 en simultané sur France 2 et sur la plateforme France.tv à 22 h 45.
| Épisode | Jour et horaire de diffusion   | Audience moyenne sur France 2 | Audience moyenne sur France 2 | Références        |
| Épisode | Jour et horaire de diffusion   | Nombre de téléspectateurs     | PDM                           | Références        |
| ------- | ------------------------------ | ----------------------------- | ----------------------------- | ----------------- |
| 1       | 30 juin 2023 (23:00 – 0:05)    | 598 000                       | 6,2 %                         | [ 24 ]            |
| 2       | 7 juillet 2023 (22:45 – 23:55) | 542 000                       | 5,6 %                         | [ 25 ]            |
| 3       | 14 juillet 2023 (23:40 – 0:50) | 443 000                       | 8,2 %                         | [ 26 ]            |
| 4       | 21 juillet 2023 (22:50 – 0:05) | 537 000                       | 5,5 %                         | [ 26 ]            |
| 5       | 28 juillet 2023 (22:45 – 0:00) | 535 000                       | 5,6 %                         | [ 27 ]            |
| 6       | 4 août 2023 (23:00 – 0:10)     | 483 000                       | 5,5 %                         | [ 28 ]            |
| 7       | 11 août 2023 (22:40 – 23:45)   | 424 000                       | 4,6 %                         | [réf. nécessaire] |
| 8       | 18 août 2023 (22:45 – 23:55)   | 445 000                       | 4,7 %                         | [ 29 ]            |
| 9       | 25 août 2023 (22:43 – 0:13)    | 684 000                       | 7,6 %                         | [ 30 ]            |

Légende :
- Plus hauts chiffres d’audience
- Plus bas chiffres d’audience

## Tournée
La tournée Drag Race France 2 Live! se déroule du 7 septembre 2023 au 18 novembre 2023 en France et en Suisse.
| Date              | Ville            | Pays   | Lieu                                |
| ----------------- | ---------------- | ------ | ----------------------------------- |
| SEPTEMBRE 2023    |                  |        |                                     |
| 7 septembre 2023  | Paris            | France | Casino de Paris                     |
| 8 septembre 2023  | Paris            | France | Casino de Paris                     |
| 9 septembre 2023  | Paris            | France | Casino de Paris                     |
| 10 septembre 2023 | Paris            | France | Casino de Paris                     |
| 11 septembre 2023 | Paris            | France | Casino de Paris                     |
| 12 septembre 2023 | Paris            | France | Casino de Paris                     |
| 13 septembre 2023 | Paris            | France | Casino de Paris                     |
| 14 septembre 2023 | Paris            | France | Casino de Paris                     |
| 15 septembre 2023 | Paris            | France | Casino de Paris                     |
| 16 septembre 2023 | Paris            | France | Casino de Paris                     |
| 19 septembre 2023 | Lille            | France | Théâtre Sébastopol                  |
| 20 septembre 2023 | Lille            | France | Théâtre Sébastopol                  |
| 22 septembre 2023 | Nantes           | France | Cité des congrès                    |
| 23 septembre 2023 | Nantes           | France | Cité des congrès                    |
| 26 septembre 2023 | Bordeaux         | France | Théâtre Fémina                      |
| 27 septembre 2023 | Bordeaux         | France | Théâtre Fémina                      |
| 30 septembre 2023 | Montpellier      | France | Zénith Sud                          |
| OCTOBRE 2023      |                  |        |                                     |
| 4 octobre 2023    | Strasbourg       | France | Palais de la musique et des congrès |
| 6 octobre 2023    | Lyon             | France | Amphithéâtre 3000                   |
| 7 octobre 2023    | Lyon             | France | Amphithéâtre 3000                   |
| 10 octobre 2023   | Toulouse         | France | Casino Barrière                     |
| 11 octobre 2023   | Toulouse         | France | Casino Barrière                     |
| 14 octobre 2023   | Rouen            | France | Zénith de la Métropole              |
| 17 octobre 2023   | Genève           | Suisse | Théâtre du Léman                    |
| 19 octobre 2023   | Saint-Étienne    | France | Zénith Saint-Étienne Métropole      |
| 21 octobre 2023   | Clermont-Ferrand | France | Zénith d'Auvergne                   |
| 24 octobre 2023   | Grenoble         | France | Le Summum                           |
| 26 octobre 2023   | Marseille        | France | CEPAC Silo                          |
| 28 octobre 2023   | Nice             | France | Palais Nikaïa                       |
| 31 octobre 2023   | Tours            | France | Centre international de congrès     |
| NOVEMBRE 2023     |                  |        |                                     |
| 4 novembre 2023   | Dijon            | France | Zénith de Dijon                     |
| 7 novembre 2023   | Paris            | France | Folies Bergère                      |
| 8 novembre 2023   | Paris            | France | Folies Bergère                      |
| 9 novembre 2023   | Paris            | France | Folies Bergère                      |
| 10 novembre 2023  | Paris            | France | Folies Bergère                      |
| 11 novembre 2023  | Paris            | France | Folies Bergère                      |
| 12 novembre 2023  | Paris            | France | Folies Bergère                      |
| 13 novembre 2023  | Paris            | France | Folies Bergère                      |
| 14 novembre 2023  | Paris            | France | Folies Bergère                      |
| 15 novembre 2023  | Paris            | France | Folies Bergère                      |
| 16 novembre 2023  | Paris            | France | Folies Bergère                      |
| 17 novembre 2023  | Paris            | France | Folies Bergère                      |
| 18 novembre 2023  | Paris            | France | Folies Bergère                      |